# Новосельский (Смоленская область)
Новосельский — деревня в Смоленской области России, в Смоленском районе. Расположена в западной части области в 15 км к северо-западу от г. Смоленска, на у автомагистрали Р133 Смоленск — Невель.
Население — 179 жителей (2010 год). Административный центр Новосельского сельского поселения.

## История
До 2004 года посёлок.

## Экономика
Сельхозпредприятия «Новосельское», «Весна».